# Bendix Grodtschilling den yngre
 Der er flere personer med dette navn, se Bendix Grodtschilling.
Bendix Grodtschilling den yngre (født 1. december 1655 i Itzehoe, død 10. marts 1707 i København) var en dansk maler, far til Bendix Grodtschilling den yngste.
Han var søn af Bendix Grodtschilling den ældres første ægteskab; han blev i Frankrig og Italien uddannet til maler, men blev dog kun en ubetydelig og lidet frugtbar kunstner i portrætfaget. Han kom tilbage til Danmark omkring 1670, og allerede 1672 fik han betaling for tre skilderier, han havde leveret til Rosenborg. Hans fader skaffede ham jævnlig arbejde for hoffet, og 1690 blev han kunstkammerforvalter, mens der i 1691 tilstodes ham 100 Rigsdaler kurant årlig af kongens kasse. Han var altså nu hofkunstner; da faderen samme år døde, fulgte Grodtschilling ham i embedet som forvalter ved Kunstkammeret. Af hans malerier kan nævnes: den ældre Grodtschillings portræt, nu på Rosenborg, Christian V til hest, til Appartementssalen på det gamle Københavns Slot, og et "optisk Stykke": de oldenborgske konger med Christian V i midten. Han skal også have gjort tegninger til tapeter på Rosenborg (dog ikke til dem i Riddersalen, jvfr. I, 252). 1704 blev han assessor i Hofretten.
Grodtschilling døde 10. marts 1707 og er begravet i Trinitatis Kirke; hans hustru, Ane Cathrine Eilersdatter Sander eller Zanders, døde 1716. Af deres 12 børn var de fleste døde unge.

## Ekstern henvisning
- Bendix Grodtschilling den yngre på Kunstindeks Danmark/Weilbachs Kunstnerleksikon

| Efterfulgte: Bendix Grodtschilling den ældre | Kongelig kunstkammerforvalter 1690 - 1707 | Efterfulgtes af: Bendix Grodtschilling den yngste |